# Crucibulum spinosum
Crucibulum spinosum är en snäckart som först beskrevs av G. B. Sowerby I 1824.  Crucibulum spinosum ingår i släktet Crucibulum och familjen toffelsnäckor. Inga underarter finns listade i Catalogue of Life.